# Dravegny
Dravegny ist eine französische Gemeinde mit 132 Einwohnern (Stand: 1. Januar 2022) im Département Aisne in der Region Hauts-de-France (frühere Region: Picardie). Sie gehört zum Arrondissement Château-Thierry und zum Kanton Fère-en-Tardenois.

## Geographie
Die Gemeinde Dravegny liegt an der Grenze zum Département Marne, rund 34 Kilometer nordöstlich von Château-Thierry und 13 Kilometer ostnordöstlich von Fère-en-Tardenois. Zur Gemeinde gehören die Ortsteile Montaon, Longeville, Évry, Le Moulin Crépin und Raray. Das Gemeindegebiet wird vom Flüsschen Orillon durchquert.

## Bevölkerungsentwicklung
| Jahr                       | 1962 | 1968 | 1975 | 1982 | 1990 | 1999 | 2006 | 2012 | 2021 |
| Einwohner                  | 198  | 194  | 167  | 166  | 139  | 149  | 149  | 150  | 130  |
| Quellen: Cassini und INSEE |      |      |      |      |      |      |      |      |      |

## Sehenswürdigkeiten
- Kirche Saint-Pierre, 1920 als Monument historique klassifiziert (Base Mérimée PA00115652).
- Lager- und Wohnhaus (Grange de Montaon) des Klosters Igny aus dem 13. Jahrhundert, 2001 als Monument historique eingetragen (Base Mérimée PA02000033).[1]

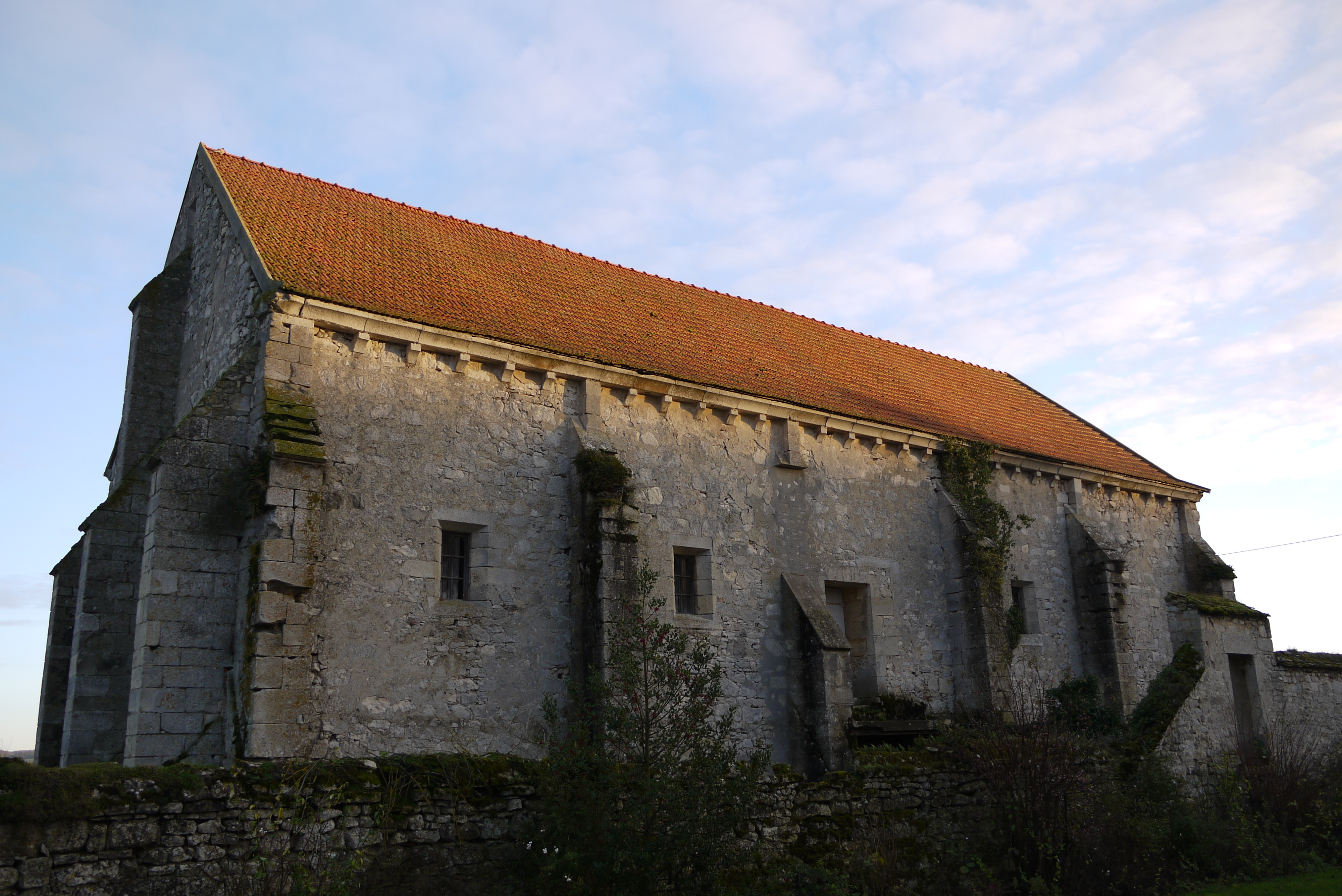
Grange de Montaon